# Gustaw Lewita

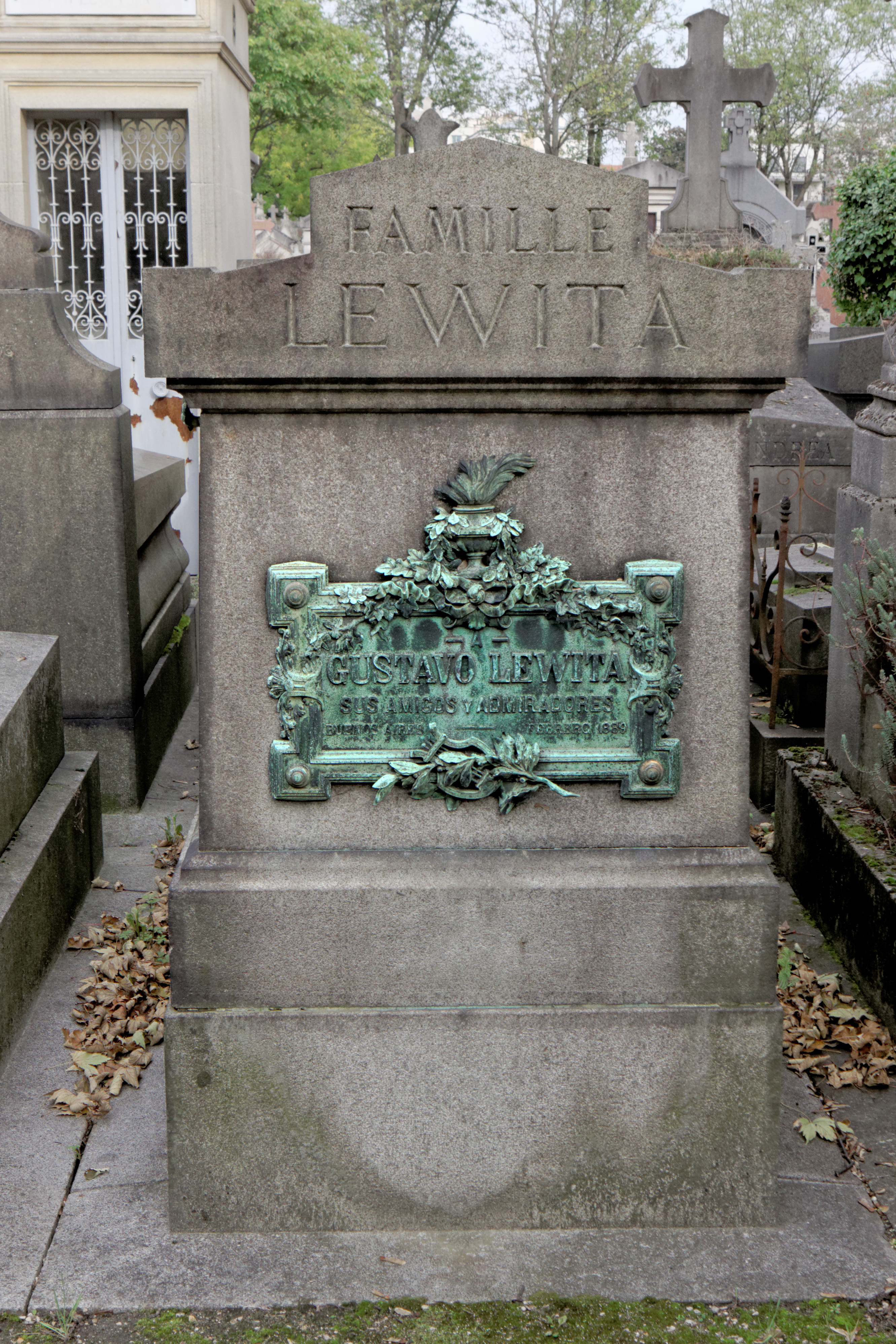
Cmentarz Père-Lachaise

Gustaw Lewita (ur. 15 września 1853 w Płocku, zm. 6 lutego 1889 w Paryżu) – polski pianista.
Syn Ojzera i Dwojry Amalii z Funkiensztajnów. Gry na fortepianie uczył się w Warszawie u Adama Münchheimera, a następnie w Konserwatorium Warszawskim u Rudolfa Strobla. Kontynuował studia w Konserwatorium w Wiedniu. 
W roku 1879 został powołany na stanowisko profesora w Konserwatorium Warszawskim, w roku 1880 wyjechał do Paryża, gdzie został członkiem orkiestry koncertów Pas de Loup. Odbył dwukrotnie tournée koncertowe po Stanach Zjednoczonych i Ameryce Łacińskiej. Występował w Wiedniu przed arcyksięciem Franciszkiem Karolem a także przed Cesarzem Brazylii Piotrem II. Zajmował się również kompozycją. 
Zmarł w wieku 36 lat na zapalenie opon mózgowo-rdzeniowych. Pochowany został na Cmentarzu Père-Lachaise